# Oude Rijk
Het Oude Rijk is een van de tijdsperiodes waarin de geschiedenis van het oude Egypte wordt onderverdeeld. Ze begint rond 2639 v.Chr. en eindigt rond 2216 v.Chr. en bestrijkt daarmee de periodes van de 4e, 5e en 6e dynastie van Egypte. De meeste Egyptologen plaatsen het begin van het Oude Rijk bij de 4e dynastie, hoewel enkelen denken dat het Oude Rijk al bij de 3e dynastie begon.
Het Oude Rijk volgt op de vroeg-dynastieke periode. Tegen het einde van deze periode was er een sterk gecentraliseerde macht onder gezag van de Egyptische farao, dat werd voortgezet tijdens het Oude Rijk. De grote bouwprojecten van de koningen uit het Oude Rijk impliceren grote efficiëntie in de economie en in de organisatie van arbeidskrachten en bouwmateriaal. Farao Djoser van de 3e dynastie was de eerste die een piramide liet bouwen, de zogenaamde Piramide van Djoser te Saqqara. Ook de koningen van het Oude Rijk lieten piramides bouwen waarin zij begraven werden. Een latere Farao, Snofroe probeerde zijn voorganger te evenaren. Hij bouwde drie piramides, de eerste werd te steil en is onafgemaakt, de volgende is in een latere bouwperiode van steilte veranderd en staat bekend als de Knikpiramide van Snofroe. Pas bij de laatste poging lukte het. Deze piramide wordt ook wel de Rode piramide van Snofroe genoemd, alle staan ten zuiden van Saqqara. De bekendste piramides zijn wel die van Choefoe, die beter bekendstaat onder zijn vergriekste naam Cheops, die van Menkaura, beter bekend onder de vergriekste naam Mykerinos, en die van Chefren te Gizeh.
De zonnereligie speelde een grote rol in de 4e en 5e dynastie. Piramides waren zonnesymbolen bij uitstek (zij imiteren in steen de stralen van de zon die in een driehoek vanuit de wolken op aarde schijnen) en koningen gingen zich 'zoon van Ra' noemen. Enkele koningen van de 5e dynastie lieten zonnetempels bouwen. De bouw van de piramides en andere grote monumenten tijdens het Oude Rijk werd naar alle waarschijnlijkheid niet uitgevoerd door slaven, maar door boeren die tijdens het overstromingsseizoen geen werk te doen hadden op het land. Hierdoor konden zij toch het gehele jaar door werken en hun familie in onderhoud voorzien. Gespecialiseerd werk werd niet door de boeren gedaan, maar door speciaal daarvoor opgeleide specialisten.
Tijdens de regering van Snofru vonden diverse militaire campagnes in Koesj (Nubië) plaats en werd Boehen aldaar gesticht als basis voor mijnbouwexpedities en handel met het noorden van Afrika. Ook tijdens de regering van de daaropvolgende koningen vonden diverse expedities naar Nubië plaats. Het belangrijkste doel van deze expedities was het verwerven van luxegoederen, zoals ivoor, goud, wierook, etc.
Aan het einde van de 6e dynastie is een steeds zwakker wordende centrale macht van de koning waarneembaar. De provinciale bestuurders werden steeds onafhankelijker en namen elk voor zich de macht over, waardoor er uiteindelijk niets over bleef van de politieke eenheid van het Oude Rijk.
Rond 2200 v.Chr. zette een megadroogte in, de 4200 BP megadroogte die mogelijk ook bijdroeg aan het einde van het Akkadische Rijk en nederzettingen uit de Vroege Bronstijd in Anatolië, het Aegeïsche gebied en de Levant.

## Galerij

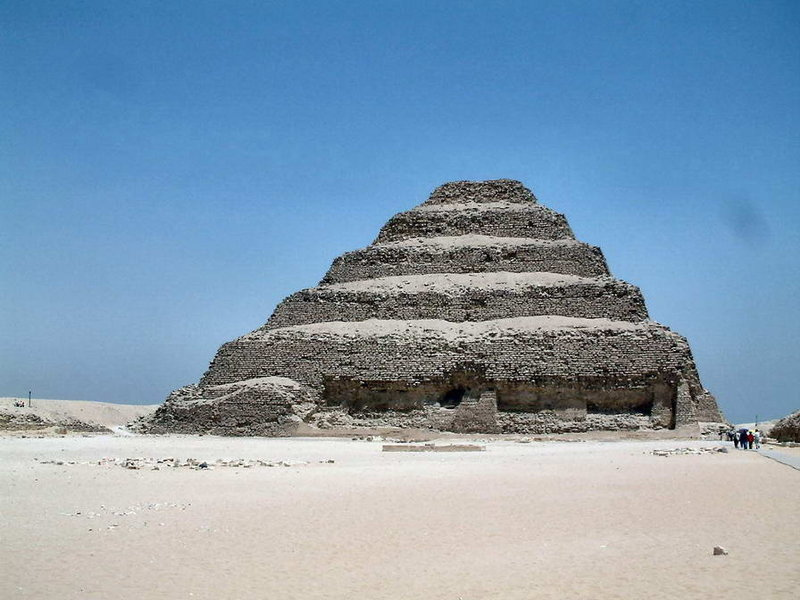
Piramide van Djoser
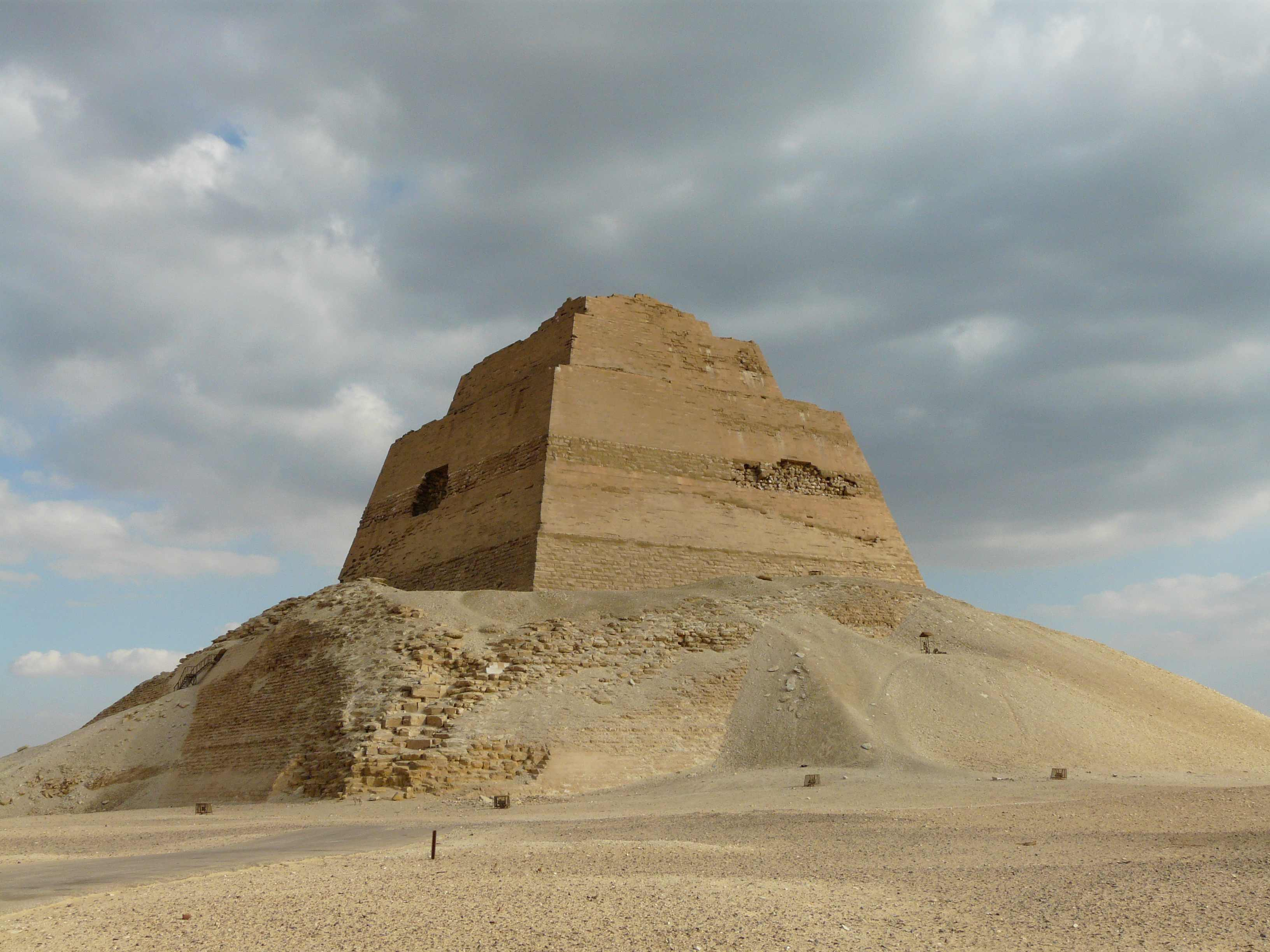
Trappenpiramide van Snofroe
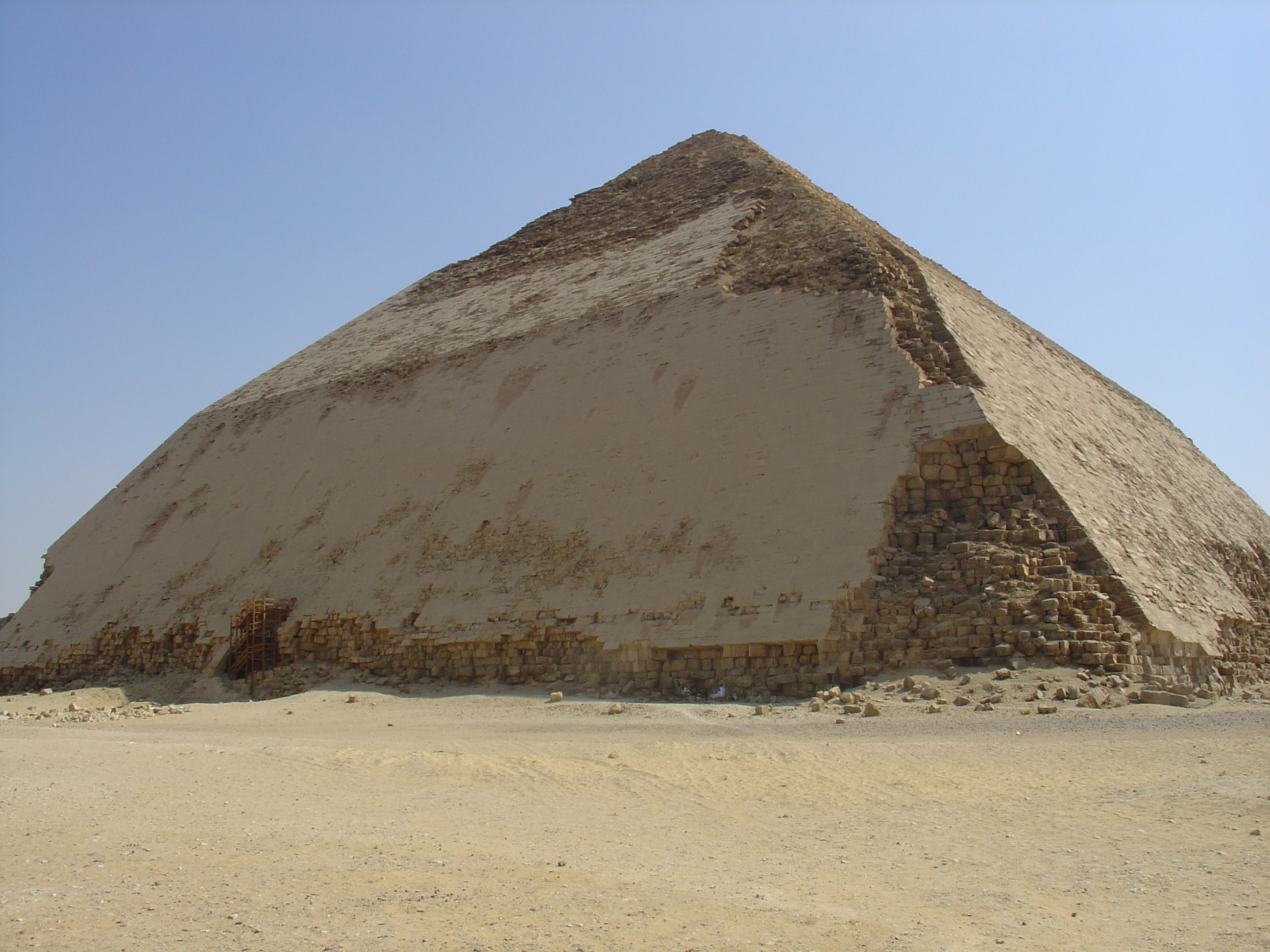
Knikpiramide van Snofroe te Dasjoer
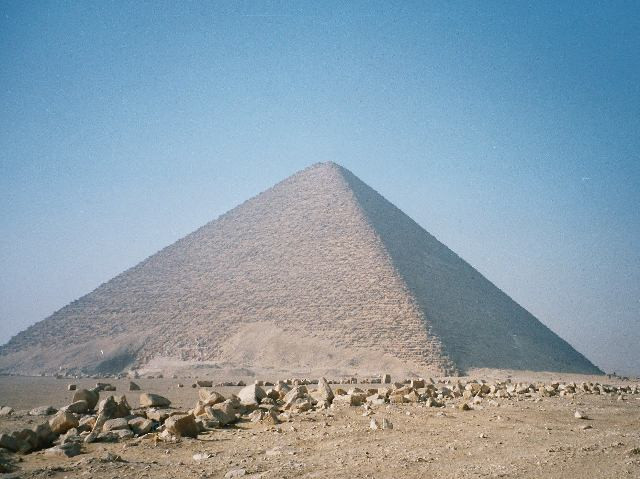
Rode piramide van Snofroe te Dasjoer
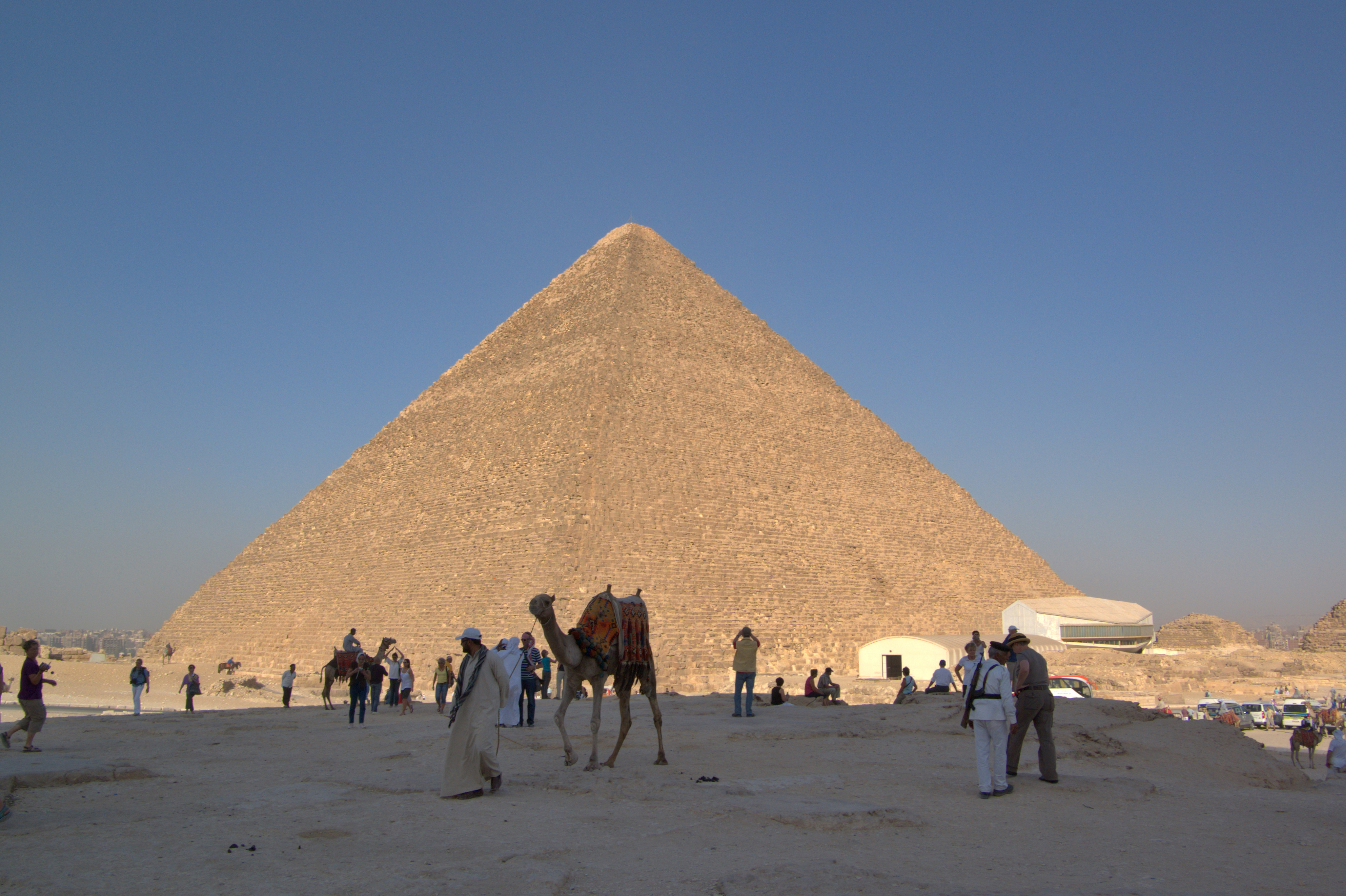
Piramide van Cheops